# Cosmia angulifera
Cosmia angulifera är en fjärilsart som beskrevs av Charles Boursin 1957. Cosmia angulifera ingår i släktet Cosmia och familjen nattflyn. Inga underarter finns listade i Catalogue of Life.